# Дикреозавр
Дикреозавр (лат. Dicraeosaurus — «двувильчатый ящер») — род растительноядных динозавров позднеюрской эпохи, представители инфраотряда завропод. Близкие родственники диплодока, относятся к семейству дикреозаврид (Dicraeosauridae) надсемейства диплодокоидов. Мелкие завроподы, длиной до 13 метров, весом до 3—4 тонн.

## Описание
Отличаются относительно короткой шеей и крупной головой. Характерны очень высокие раздвоенные на вершине остистые отростки. Передние конечности небольшие, но мощные. Одни из наиболее примитивных известных представителей группы диплодоков. Тем не менее, дикреозавры характерны для верхнеюрских (киммеридж) отложений — они представляют собой выжившую группу примитивных диплодоков. Собственно дикреозавр известен только из верхней юры Танзании (Тендагуру, Линди).

## Виды
Типовой вид — D. hansemanni, характерен для средних слоев Тендагуру, составляет примерно 22 % всех находок завропод в этих отложениях. Вероятно, обитали большими стадами, питались низкой растительностью.
Второй вид D. sattleri — несколько более молодой по возрасту, относящийся к верхним слоям Тендагуру. Это очень мелкий завропод, не более 1 тонны весом. У него ещё выше остистые отростки в области шеи. Этот вид является переходным к другому представителю дикреозаврид — амаргазавру (нижний мел Аргентины). У амаргазавра (Amargasaurus cazaui) остистые отростки на шее образуют высокие вилкообразные шипы. Возможно, шипы поддерживали своеобразный «парус» или служили для защиты. Амаргазавр не превышал 10—12 метров в длину. Другие дикреозавриды — брахитрахелопан (Brachytrachelopan mesai) из верхнеюрских (титонских) отложений Аргентины и амазонзавр (Amazonsaurus marahensis) из нижнего мела Бразилии.
Таким образом, дикреозавриды представляют гондванскую группу диплодоков. Их существование ограничено поздней юрой — ранним мелом. Ранее к этой группе относили также некоторых завропод из верхнего мела Монголии (немегтозавр), но сейчас существует также точка зрения, согласно которой они принадлежат к титанозаврам.